# Thomas Enger

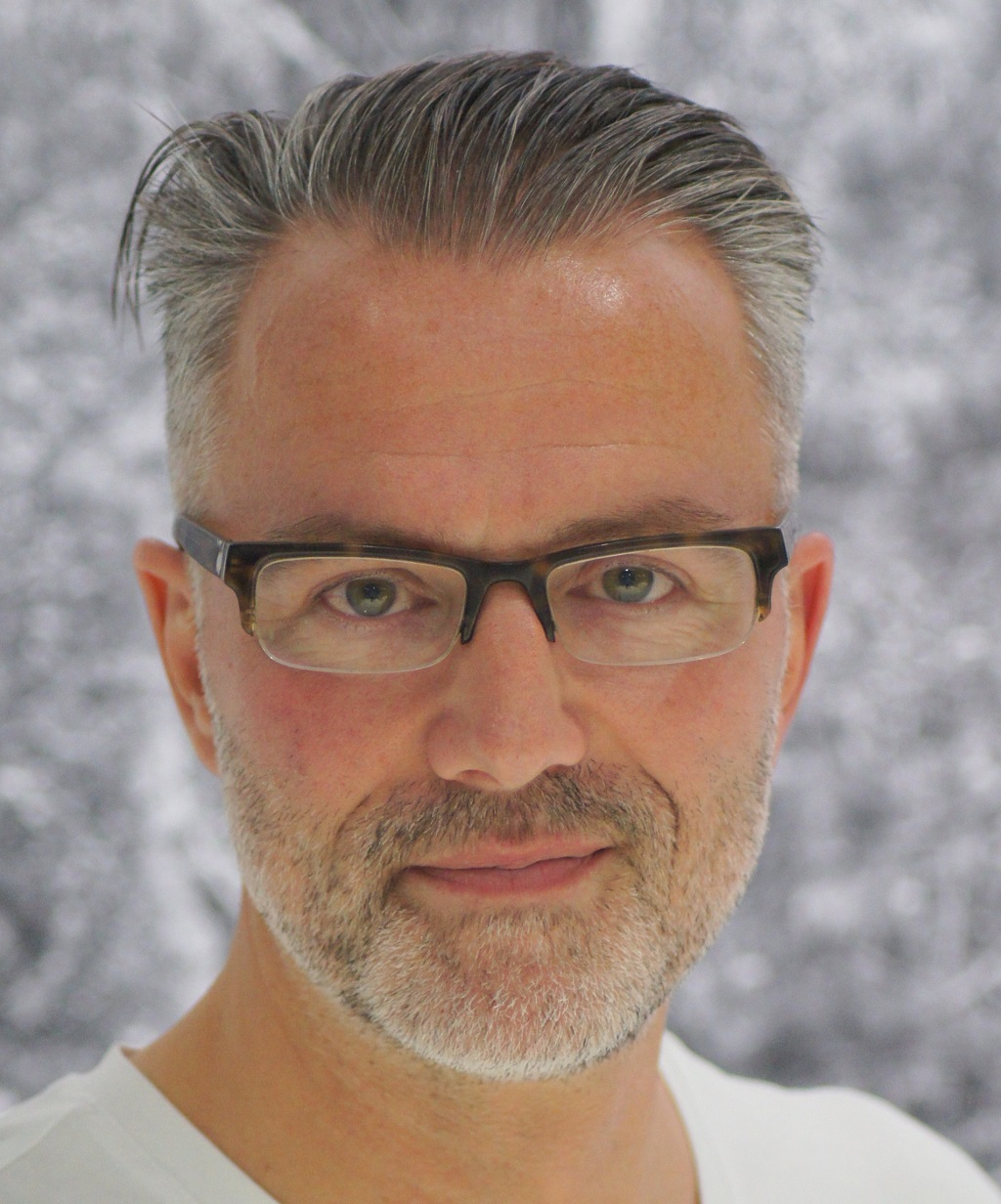
Thomas Enger (2019)

Thomas Enger, född 21 november 1973 i Oslo, är en norsk författare, journalist och kompositör.
Han är utbildad journalist och har arbetat i nio år på den norska webbtidningen Nettavisen. År 2010 debuterade han som författare med kriminalromanen Skinndød (på svenska "Skendöd" 2011).